# 索纳克 (洛特省)
索纳克（法語：Sonac，法語發音：[sɔnak]）是法国洛特省的一个市镇，属于菲雅克区。

## 地理
索纳克（44°41'47"N, 1°51'35"E）面积7.34 平方千米，位于法国奧克西塔尼大區洛特省，该省份为法国西南部内陆省份，北起顺时针与科雷兹省、康塔爾省、阿韦龙省、塔恩-加龙省、洛特-加龍省和多尔多涅省接壤。
与索纳克接壤的市镇（或旧市镇、城区）包括：泰米内特、阿西耶、勒布尔、利韦农、吕代勒、圣西蒙。

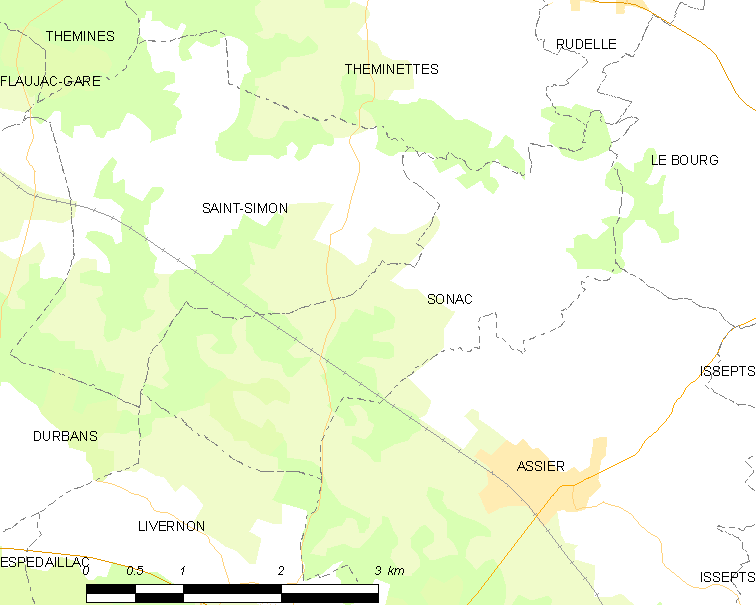
的OSM定位图

索纳克的时区为UTC+01:00、UTC+02:00（夏令时）。

## 行政
索纳克的邮政编码为46320，INSEE市镇编码为46306。

## 政治
索纳克所属的省级选区为拉卡佩勒马里瓦勒县。

## 人口

1962-2008年间人口变化图示

索纳克于2022年1月1日时的人口数量为93人。